# جابر بغدادي
جابر بغدادي، مواليد (3 يوليو 1977-)، داعية وشاعر مصري ينتمي للمدرسة الصوفية الحديثة، نشط في مجال تعزيز الأخلاق وتحقيق مقام الإحسان، وتربية النفس والقلب وتطهيرهما من الرذائل وتحليتهما بالفضائل، وهو وكيل الطريقة الجودية الخلوتية في محافظة بني سويف، كما أنه يشغل منصب مدير عام مؤسسة القبة الخضراء لتنمية وإحياء التراث، وعضو نقابة قُراء القرآن الكريم. ويشغل منصب وكيل المشيخة العامة للطرق الصوفية عن بنى سويف و عضوًا باللجنة العلمية العليا بنقابة الأشراف.

## نسبه
ينتهى نسبه من ناحية جده لأبيه إلى الإمام الحسن بن على بن أبي طالب سبط رسول الله صلى الله عليه وسلم أما نسبه من ناحية جدته لأبيه فيتصل بالإمام محمد بن سعيد البوصيري المتوفي بالإسكندرية عام 1295 للميلاد وهو من أشهر من مدح النبي صلى الله عليه وسلم ومن أعماله البردة المسماة الكواكب الدرية في مدح خير البرية.

## عن حياته
ولد الداعية جابر أحمد أحمد بغدادي والمعروف بـ جابر بغدادي – في محافظة بني سويف من مواليد (3 يوليو 1977)، وهو داعية إسلامي مصري وشاعر، وهو يشغل منصب مدير عام مؤسسة القبة الخضراء لتنمية وإحياء التراث، وعضو نقابة قُراء القرآن الكريم، درس اللغة الإنجليزية وآدابها بكلية الآداب جامعة بني سويف، ثم درس التاريخ الإسلامي بنفس الكلية، وتتلمذ في العلوم الشرعية على يد الشيخ الدكتور جودة عبد العليم البكري – من علماء الأزهر الشريف، ومن بعده إبنه الشيخ عبد العليم جودة البكري.
كما حفظ القرآن الكريم مع التجويد ودرس السيرة النبوية على يد كبار علمائها بالمدينة المنورة، كما درس التصوف الاسلامى السنى الشريف على يد كبار علماء الامة، ويحمل نحو 21 إجازة بالسند المتصل إلى رسول الله صل الله عليه وسلم من كبار علماء العالم الإسلامى في علم التصوف وإجازة الدعوة والإرشاد وتربية المريدين على ما جاء في كتاب الله والسنة النبوية الشريفة. حصل علي الدكتوراة في التاريخ الإسلامي جامعة القاهرة 2024 تقدير ممتاز وكان قد حصل على ماجيستير تاريخ إسلامي من جامعة القاهرة في 2019 بتقدير ممتاز.

## مؤلفاته
- كتاب الإسلام مدرسة الحب. مترجم
- كتاب علمتني الهجرة مترجم
- كتاب وسائل التواصل بين المرفوض و المفروض
- كتاب: «كنوز الإشارات في أدب السلوك إلى الله» وهو مترجم إلى اللغة الإنجليزية.
- كتاب:«حي على الوداد.. في مقتطفات السيرة النبوية»
- كتاب:«حدثني شيخي».
- كتاب:«ألفية ياقوتة الوصايا والحكم».
- كتاب:«علمني الحُب».
- ديوان شعر «قمر الزمان في مدحً النبي العدنان».
- كتاب: «فيض المنان في أحزاب وصلوات الأمان».

## قصائده
قصيدة تحيا بلادى:
وقصيدة أخرى له

## مقالات ذات صلة
- التصوف
- أشاعرة
- التوسل
- التبرك

## وصلات خارجية
- موقع جابر بغدادي
- نسمات صوفيه.. ( كرامات الصحابة بعد الإنتقال ) الشيخ جابر بغدادى
- درس( النبى يشعر بحنين الأحجار فكيف لا يشعر بأنين قلوب الأبرار )
- أربعة فتن هامة حذرت منها سورة الكهف